# Broich (Mönchengladbach)
Broich (mit rheinischem Dehnungs-i, gesprochen Brooch) ist eine Honschaft (Ortsteil) des Stadtteils Rheindahlen-Land im Stadtbezirk West (bis 22. Oktober 2009 Rheindahlen) in Mönchengladbach.

## Geografie
Broich liegt am westlichen Stadtrand von Mönchengladbach zur Stadtgrenze an den Kreis Heinsberg und Wegberg. Durch Broich fließt der Knippertzbach. Rheindahlen, der Hauptort der Honschaft, befindet sich rund einen Kilometer Luftlinie entfernt in südöstlicher Richtung. Broich besteht hauptsächlich aus zwei Straßen (Rochusstraße und Broicher Straße). Die Ortschaft ist in Nord-Süd-Ausdehnung rund 1,5 Kilometer lang.

### Nachbargemeinden
| JHQ Rheindahlen | Koch                                        | Gerkerathwinkel |
| JHQ Rheindahlen | Kompassrose, die auf Nachbargemeinden zeigt | Gerkerath       |
| Woof            | Merreter                                    | Rheindahlen     |

## Kirchengemeinde
Die Kirche wurde 1904/05 erbaut. Die gleichnamige Pfarrgemeinde St. Rochus mit einem angeschlossenen Friedhof, Pfarrheim sowie einer Grundschule liegt an der Rochusstraße. Pastor der Kirchengemeinde ist Harald Josephs. Broich ist eine Kapellengemeinde. An der Broicher Straße steht aus Rheindahlen kommend auf der rechten Seite, eingefriedet in einem größeren Kapellengrundstück, ein Bethaus. Die Kapelle St. Sebastian wurde 1759 erbaut und ist die älteste im Pfarrbezirk St. Rochus in der Rheindahlener Kirchengemeinde St. Helena. Sie steht seit dem 2. Juni 1987 unter Denkmalschutz. Das Fachwerk ist mit weißverputzten Gefachen ausgeführt. Die Kapelle trägt ein vorne abgewalmtes Ziegeldach mit Dachreiter und Glöckchen. Im Sturz ist die Inschrift BITTET SO WERDET IHR EMPFANGEN eingelassen. Die Kapelle musste 1954 aufgrund der Verbreiterung der Broicher Straße versetzt werden. Letzte Ausbesserungsarbeiten an der Kapelle fanden im Jahr 2000 statt.
Die Baudenkmale des Ortes:

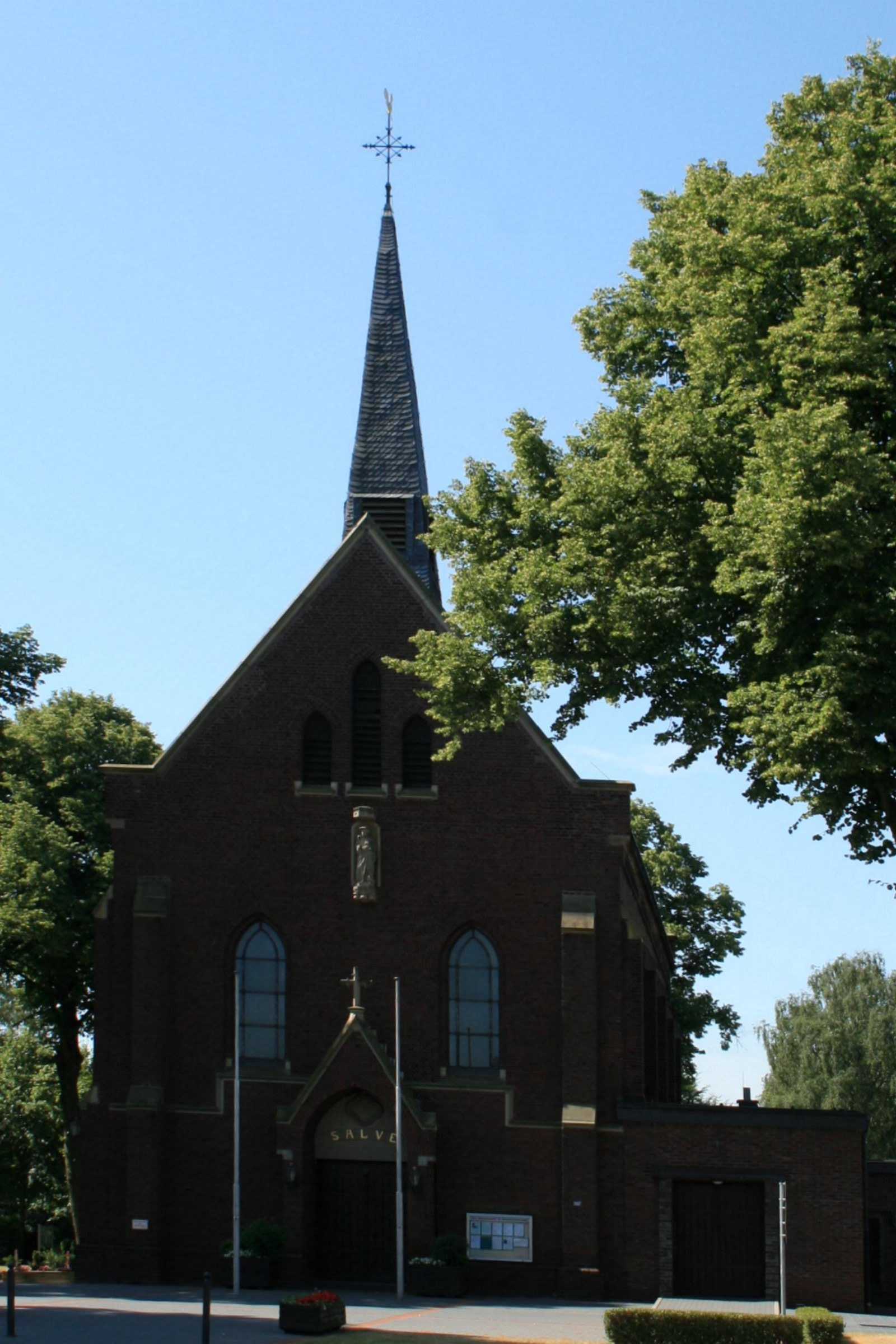
Die Kirche St. Rochus
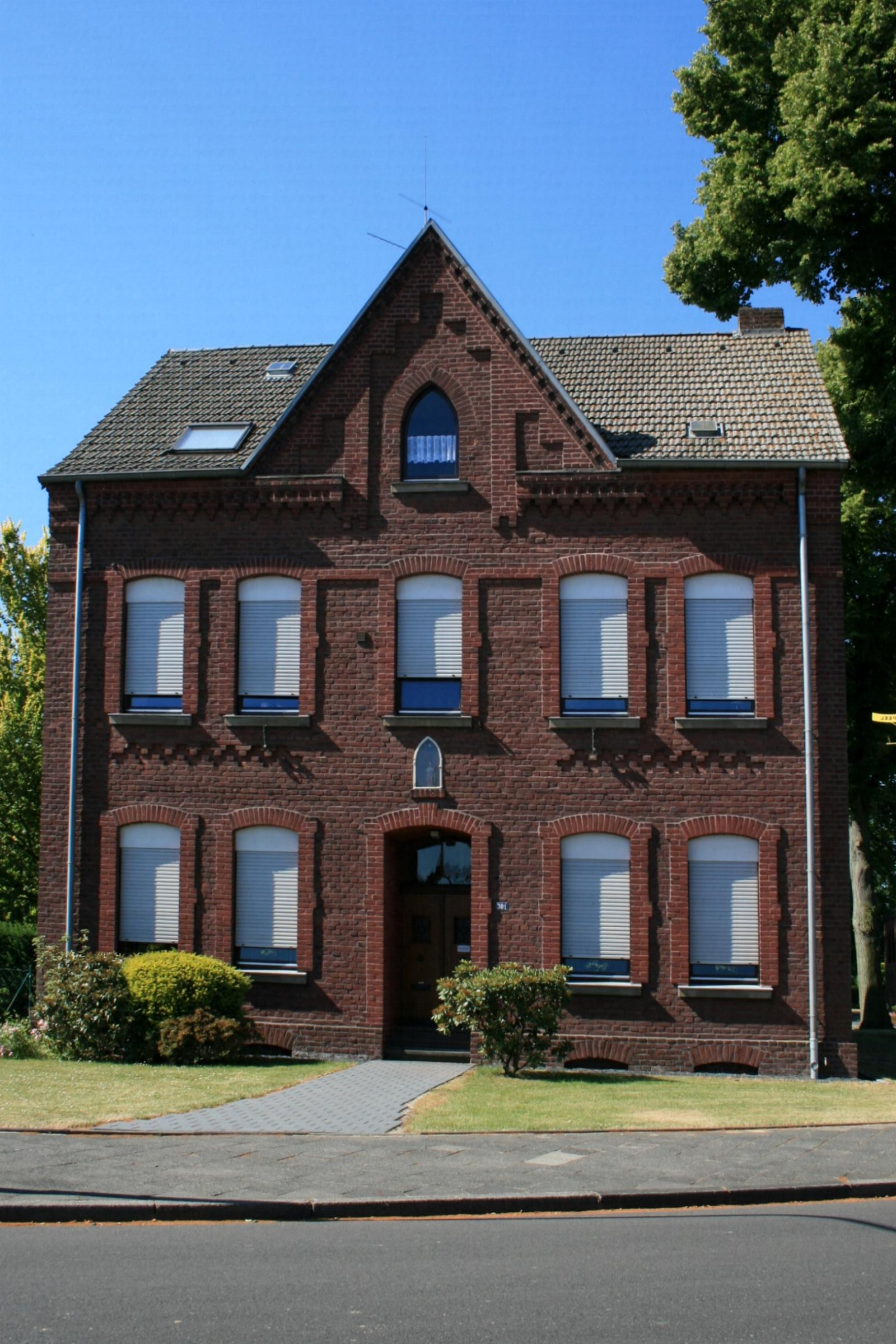
Das Pfarrhaus
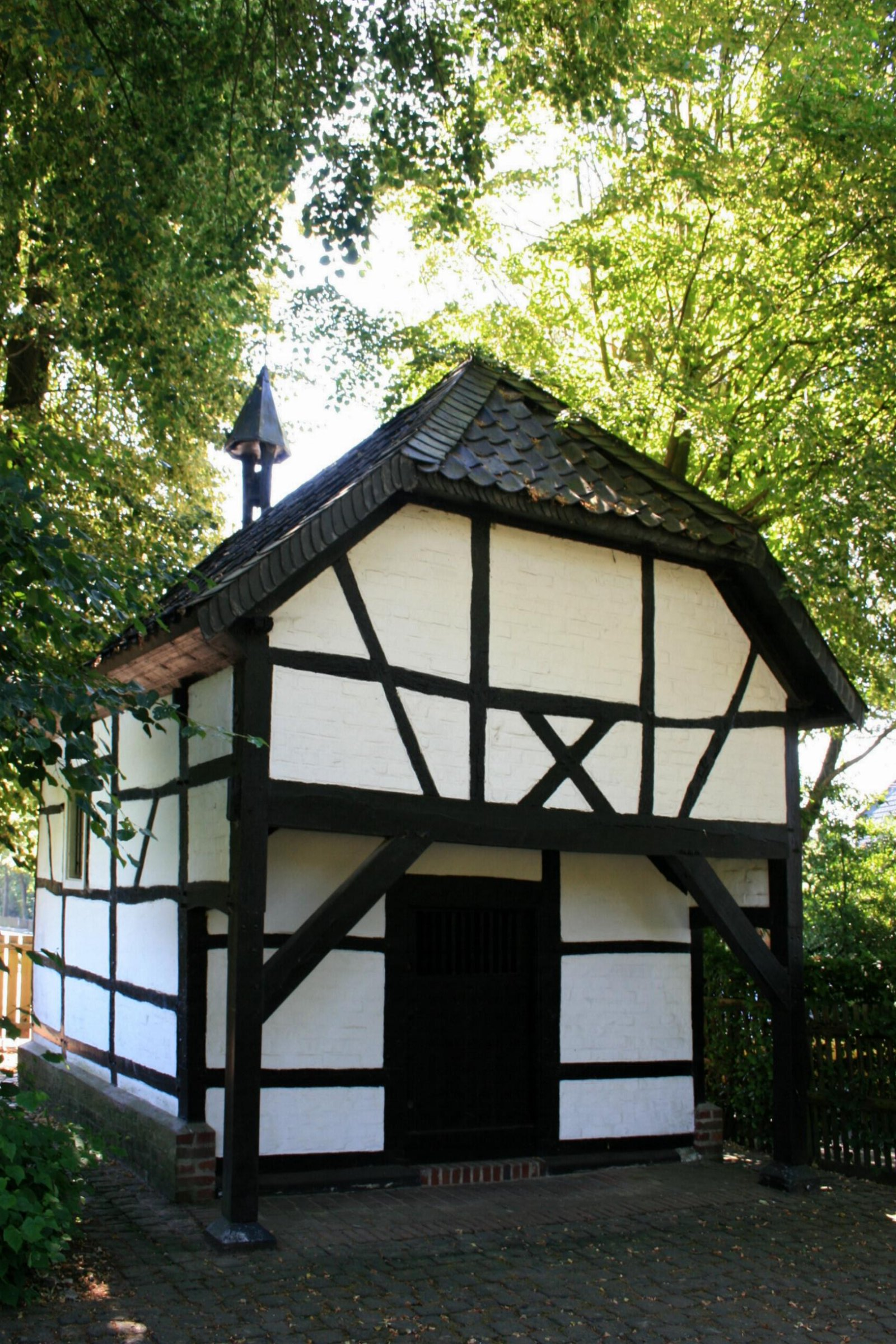
Die Kapelle St. Sebastian
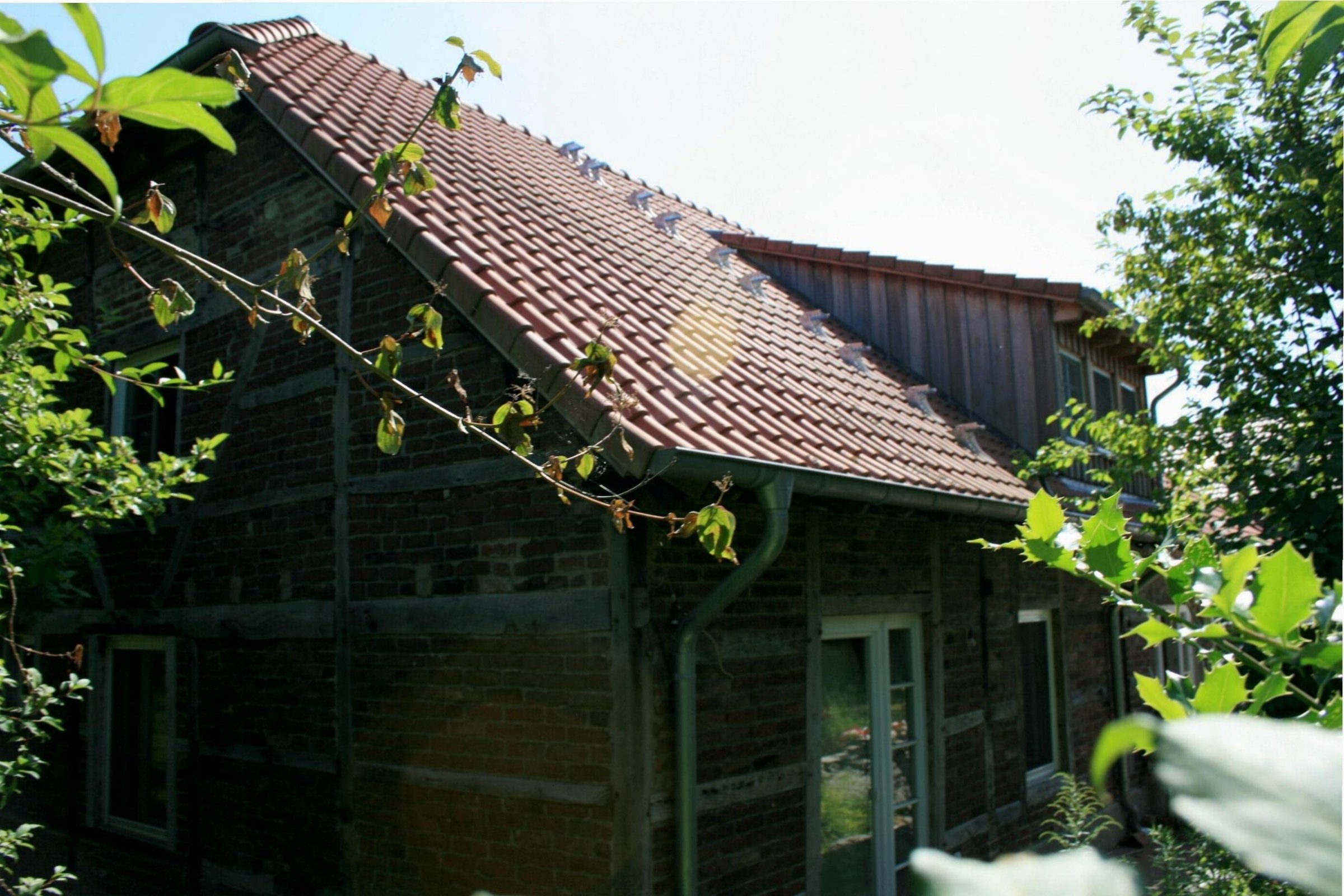
Ein Fachwerkhof
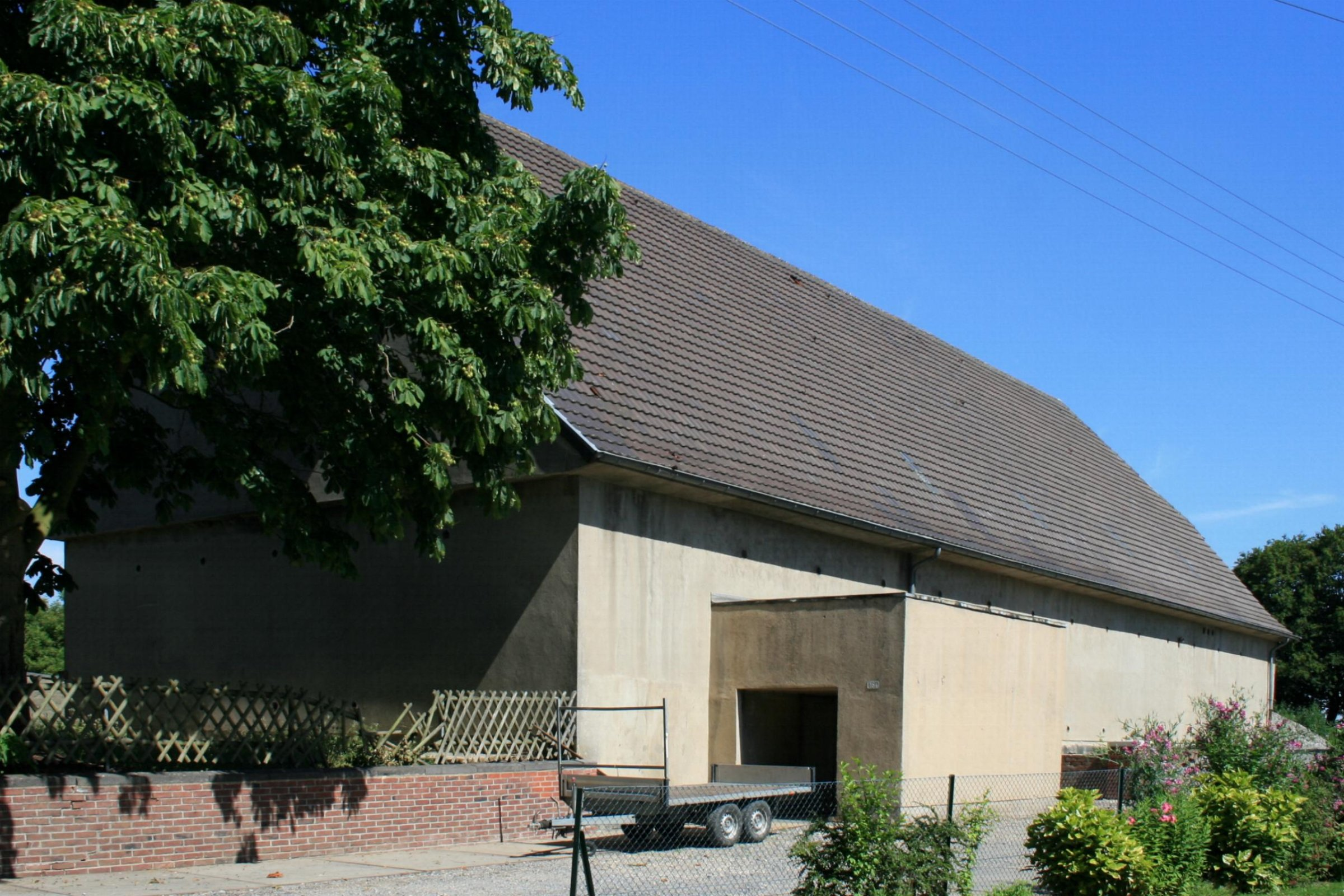
Ein Luftschutzbunker

## Vereine
Die Sport und Freizeiteinrichtungen bestehen aus dem Vereinsgelände des SC Broich-Peel  und einem Spielplatz. Der Verein hat rund 400 Mitglieder und besteht neben Fußballriegen verschiedener Klassen auch aus einer Breitensportriege mit Aktivitäten für die ganze Familie. Die erste Fußballmannschaft des Vereins spielt in der Kreisliga B Mönchengladbach.
Die Schützenbruderschaft St. Rochus richtet am Wochenende nach Pfingsten das alljährliche Schützenfest des Ortes aus.

## Busverbindungen
Über die vier in Broich gelegenen Bushaltestellen Broich Schule, Rochusstraße, Weg nach Woof und Broich Kapellchen der Linien 025, 026 und 027 der NEW AG ist eine Anbindung an den öffentlichen Personennahverkehr gegeben.